# Abderrahmane Hejira

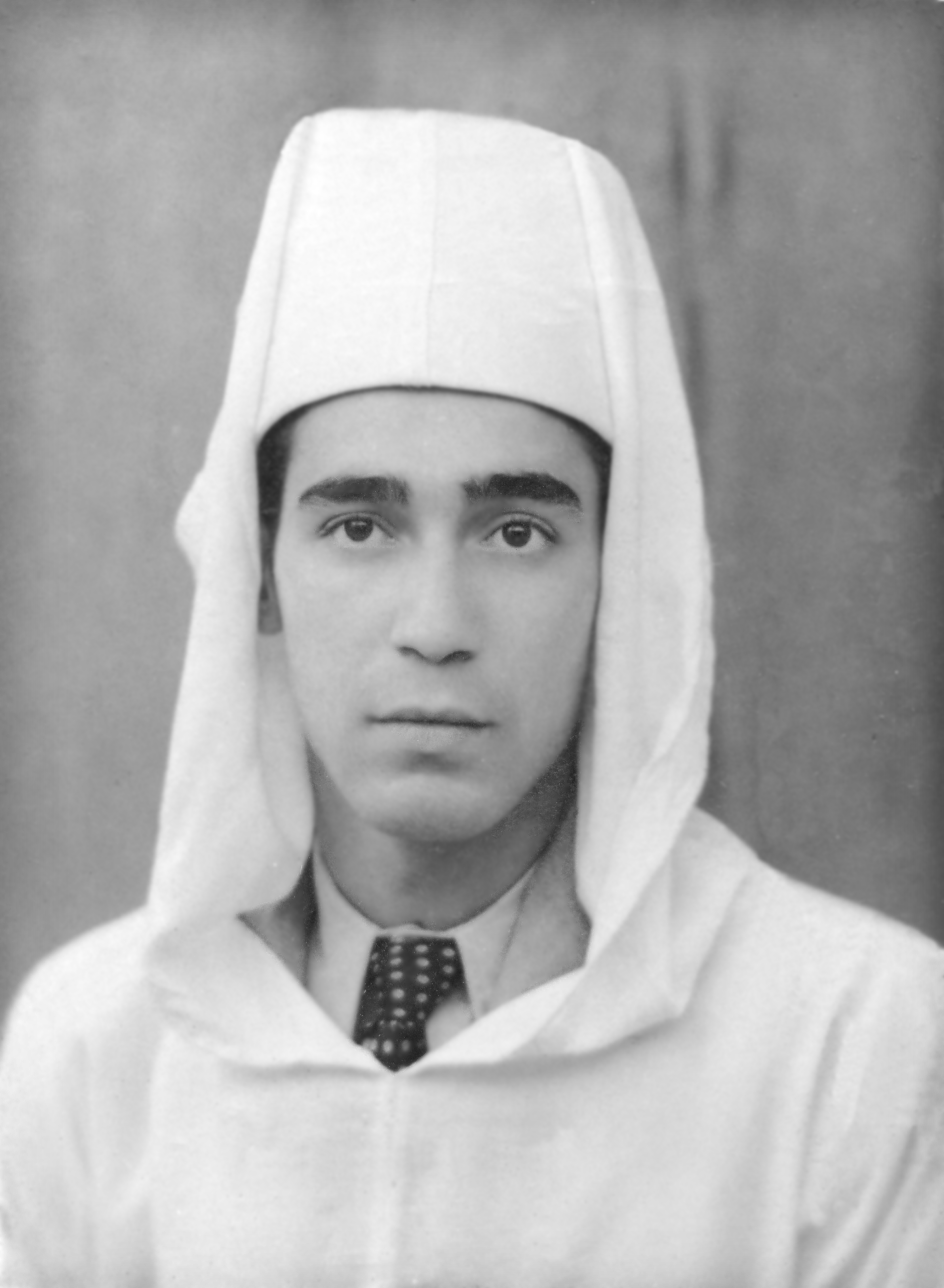
Abderrahmane Hejira, étudiant

Abderrahmane Hejira, Abderrahmane Hjira ou Abderrahman Hjira, mort en décembre 2001 à l'âge de 70 ans, est un homme politique marocain, partisan de l'indépendance du Maroc.

## Biographie
Dans sa jeunesse, partisan de l'indépendance du Maroc, il est condamné à mort à l'âge de 22 ans par les tribunaux militaires du Protectorat. Avec d'autres nationalistes, il participe à la fondation de l’Organisation du 16 août 1953 opposée aux « forces d’occupation ». Détenu dans la prison de Kénitra, Mohammed V le fait libérer. 
Après l'indépendance, il représente la circonscription d’Oujda au parlement à partir de 1963. Le parlement fut dissout le 7 juin 1965, à la suite du déclenchement des événements de mars 1965 qui ont secoué plusieurs régions du royaume.
Abderrahmane Hejira accède de nouveau au parlement en 1977, soutenant l’action du gouvernement en particulier M’Hammed Boucetta, alors secrétaire général du parti et Azeddine Laraki, ministre de l’Éducation nationale. Ce ministre a fait parler de lui en raison de sa politique d’arabisation de l’enseignement. 
Après un passage à vide, Abderrahman Hjira retourne au Parlement en 1993. 
En 1997, il est élu président de la commune de Sidi Zyane. 
Il accède également à la direction du parti de l'Istiqlal et devient membre du Comité exécutif du parti, poste qu'il occupa jusqu’à son décès en 2001.

## Famille
Issu d’une famille de nationalistes qui contribua à la lutte pour l’indépendance du Maroc sous Protectorat français; Son père, sa mère, ses frères ont tous comparu devant les tribunaux militaires français et ont été condamnés soit à des peines de mort, soit à perpétuité ou soit condamnés à l'exil politique.
Après l’indépendance, les membres de la famille Hejira ont continué leurs engagements dans la vie politique sous les couleurs du parti de l'Istiqlal. Parmi les plus connus de ses fils, on compte M. Ahmed Taoufiq Hejira, ancien ministre chargé de l'Habitat et de l'urbanisme dans les Gouvernements Jettou I , Jettou II et Abbas El Fassi (ainsi que l'aménagement du territoire) et M. Omar Hejira, actuel maire de la ville d'Oujda. 

## Hommage
Une rue et un collège à Oujda portent son nom.